# Ciprus autópályái

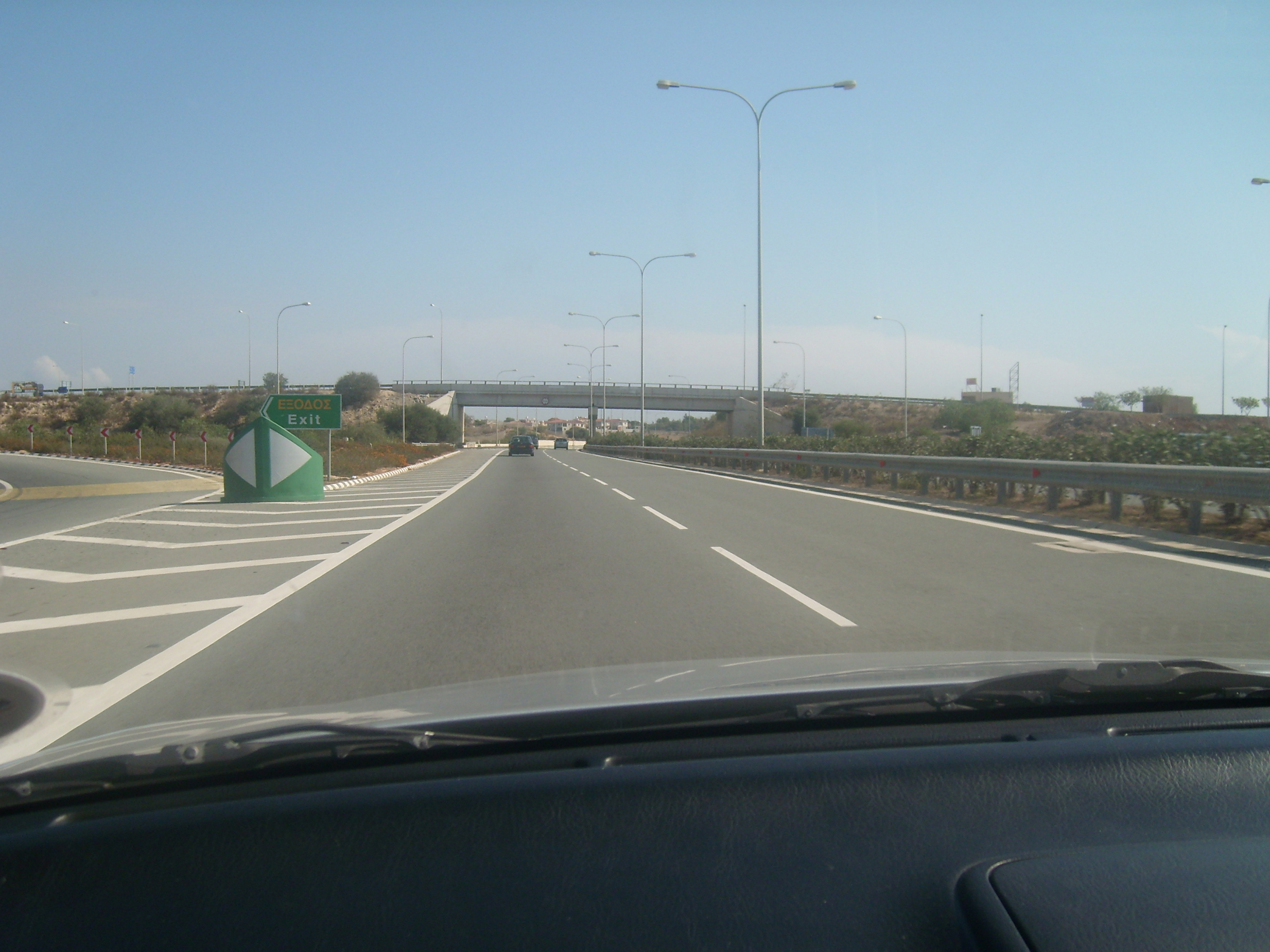
Ciprusi autópálya

Ciprus a Földközi-tenger egyik szigetországa, mely görög–török befolyás alatt áll. Az északi rész a török fennhatóság alatt szerepel, míg a déli a független – többségében görögök lakta – kedvelt nyári üdülőhely. A 2000-es években turisták ezrei érkeztek nyaranta ide, tehát az országnak bele kellett fogni az autópálya- és gyorsforgalmi úthálózat fejlesztésébe. A 2004-es Európai Uniós csatlakozása óta, több autópálya is épült az ország területén. Ezek közül a legrégebbi az A1-es autópálya.

## Közlekedés
A déli országrészben található közúthálózat hossza 12 118 km, melyből 7850 km burkolt, 4268 km pedig burkolatlan. Az Észak-ciprusi Török Köztársaságban található 2350 km-es közúthálózatból 1370 km burkolt, 980 km pedig burkolatlan. Ciprus egyike azon kevés európai országnak, ahol bal oldali közlekedés van.
2007-ben 1000 ciprusi lakosra 742 autó jutott.

### Autópályák
- A1 (73 km).
- A2 (21 km).
- A3 (55 km).
- A5 (19 km).
- A6 (66 km).
- A7 (31 km).
- A9 (20 km).
- A22 (32 km).